# 기르마 월데기오르기스
기르마 월데기오르기스 루차(암하라어: ግርማ ወልደ ጊዮርጊስ, 1924년 12월 28일~2018년 12월 15일)는 에티오피아의 제2대 대통령이다. 2001년 10월 8일에 당선되었다. 2007년 10월 9일에 시행된 선거에서도 당선되어 재선하였다.
전임 대통령은 1995년에 당선되어 2001년까지 활동한 네가소 기다다(Negasso Gidada) 대통령이다.

## 역대 선거 결과
| 선거명      | 직책명              | 대수 | 정당   | 득표율  | 득표수 | 결과 | 당락 |
| ----------- | ------------------- | ---- | ------ | ------- | ------ | ---- | ---- |
| 2007년 선거 | 에티오피아의 대통령 | 3대  | 무소속 | 100.00% | 430표  | 1위  |      |